# Rutpela inermis
Rutpela inermis là một loài bọ cánh cứng trong họ Cerambycidae.